# Towarzystwo Miłośników Wołynia i Polesia
Towarzystwo Miłośników Wołynia i Polesia (TMWiP) – polska pozarządowa organizacja społeczno-kulturalna. Do głównych celów i zadań Stowarzyszenia należy zbieranie i propagowanie wiedzy o Wołyniu i Polesiu. Wchodzi w skład Światowego Kongresu Kresowian.
Siedziba główna Towarzystwa mieści się przy ul. Krakowskie Przedmieście 64/10 w Warszawie. Prezesem Zarządu Głównego jest Zygmunt Mogiła-Lisowski, zaś sekretarzem zarządu – Ewa Hanna Cięciel.
Archiwum Towarzystwa gromadzi zbiory dotyczące historii Wołynia i Polesia. Są one zamieszczane w serwisie historycznym Wołyń Naszych Przodków. Są to fotografie, pocztówki, dokumenty osobiste, wspomnienia dawnych mieszkańców Wołynia. Archiwalia pochodzą ze zbiorów rodzinnych członków i sympatyków Towarzystwa Miłośników Wołynia i Polesia, Towarzystwa Miłośników Krzemieńca i Ziemi Krzemienieckiej, Towarzystwa Przyjaciół Krzemieńca i Ziemi Wołyńsko-Podolskiej, Stowarzyszenia Upamiętniania Polaków Pomordowanych na Wołyniu.
Fotografie i pocztówki przedstawiają miasta, miasteczka, wsie przed I wojną światową, w czasie wojny, międzywojnia, II wojny światowej, z lat 70., 90. XX w. i początku XXI wieku. Część zdjęć dokumentuje zbrodnie dokonane przez nacjonalistów ukraińskich na Polakach w latach 1943–1944. Oddzielną część stanowi album małżeństwa nauczycieli Genowefy z domu Rokickiej i Jerzego Zinkiewicza z 99 zdjęciami z Wołynia z lat 1922–1943, przekazany w 2015 roku przez córkę Hannę Bulską z domu Zinkiewicz. Wspomnienia dotyczą życia na Wołyniu przed II wojną światową oraz rzezi wołyńskiej dokonanej przez nacjonalistów ukraińskich na Polakach podczas II wojny światowej.
W serwisie historycznym prezentowane są również wiersze Zygmunta Jana Rumla z lat 30.–40. XX wieku, piosenki kresowe, akwarele i rysunki z Wołynia z lat 1872–74 autorstwa Napoleona Ordy przechowywane w Muzeum Narodowego w Krakowie oraz filmy ukazujące wydarzenia na Wołyniu w latach 1939–1945.